# Carles I d'Aumale
Carles de Lorena I d'Aumale, duc d'Aumale, governador de Picardie (25 de gener de 1555- 1631 a Brussel·les) fou un noble francèsn cap de la Santa Lliga pertanyent a la casa de Guisa. Va viure en exili després del fracàs de la Lliga.

## Biografia
Era fill de Claudi de Lorena, duc d'Aumale, i de Lluïsa de Brézé. Amb el seu cosí Enric I el Tallat, duc de Guisa, va combatre a Enric de Borbó-Condé príncep de Condé el 1575. A la mort del seu pare el 1573, va esdevenir duc d'Aumale. Fou fet cavaller de l'Orde del Sant Esperit l'1 de gener de 1579 per Enric III de França.
Va ser un dels caps de la Santa Lliga, governador de Picardia i Gran Munter de França. Va conduir la revolta a Picardia 1587, però va intentar un acostament amb Enric III. L'assassinat del seu cosí el 1588 va posar fi a aquest acostament i els combats reprengueren. Fou derrotat a Senlis el 17 de maig de 1589 per les forces d'Enric III i d'Enric de Navarra. Fet presoner a la batalla d'Ivry, es va negar a sotmetre's i va continuar la lluita. El Parlament de París el va condemnar per crim de lesa-majestat i es va apoderar dels seus béns el 6 de juliol de 1595. Es va exiliar a Brussel·les llavors capital dels Països Baixos espanyols, on va acabar la seva vida. El seu exili va durar gairebé quaranta anys. Fou l'únic membre de la família dels Guisa a haver-se negat obstinadament a sotmetre's al rei.
Havent-se posat al servei de l'arxiduc Albert VII d'Àustria, va rebre càrrec honorífiques i va combatre a l'exèrcit espanyol. Fou ferit a la batalla de les Dunes (1600).

## Matrimoni i fills
Es va casar a Joinville el 10 de novembre de 1576 amb la seva cosina germana, Maria de Lorena (1555 † 1605), filla de Renat de Lorena, baró d'Elbeuf i de Lluïsa de Rieux, i van tenir a:
1. Carles (1580 † jove)
2. Enric († jove)
3. Margarida († jove)
4. Anna (1600 † 1638), casada el 1618 amb Enric de Savoia (1572 † 1632) duc de Nemours
5. Maria, potser promesa a Ambrosi, marquès de Spinola (però cap font històrica no la testifica[1])